# Blood Rage (Brettspiel)
Blood Rage ist ein Area Control Spiel mit Drafting-Elementen, welches 2015 von Eric M. Lang im Verlag CMON Limited herausgebracht wurde. Es wurde zuerst über Kickstarter.com finanziert und anschließend in den Handel gebracht.

## Thema und Ausstattung
In Blood Rage übernehmen die Spieler die Rolle eines Wikingerclans und versuchen die Kontrolle über verschiedene Gebiete zu erlangen, um diese zu plündern und so einen Platz in Walhall neben Odin zu ergattern. Um dies zu erreichen verbünden die Spieler sich mit Göttern, rekrutieren mystische Kreaturen und kämpfen gegen andere Spieler.
Das Spielmaterial besteht neben der Spielanleitung aus:
- 1 Spielbrett
- 1 Zeitaltertafel
- 1 Valhalla-Tafel
- 4 Clantafeln
- 99 Karten
- 9 Plünderungsplättchen
- 8 Ragnarokanzeiger
- 16 Clananzeiger
- 4 Siegpunktanzeiger
- 1 Startspieleranzeiger
- 1 Untergangsplättchen
- 1 Zeitalterplättchen
- Je Clan 1 Anführerfigur, 10 Krieger und 1 Boot
- 44 kleine Plastikbasen
- 8 große Plastikbasen
- 6 Monsterfiguren

## Spielweise
Zur Spielvorbereitung wird das Spielbrett in der Tischmitte platziert. Die Karten werden in 3 Zeitalterstapel aufgeteilt. Bei weniger als 4 Spielern werden noch einige Karten aussortiert und anschließend gemischt. Je nach Spieleranzahl gehen zu Beginn des Spiels eine bestimmte Anzahl an Gebieten unter, welche im Spielverlauf nicht betreten werden können. Anschließend wird zufällig ein Gebiet bestimmt, welches am Ende des 1. Zeitalters untergeht.
Nun erhält jeder Spieler 8 Karten und wählt jeweils eine Karte aus, die er behalten möchte. Die restlichen 7 Karten gibt er im Uhrzeigersinn weiter an den nächsten Spieler und aus diesen wählt der jeweils nächste Spieler erneut eine Karte und gibt den Rest weiter (Drafting). Dies wird so lange wiederholt, bis jeder Spieler 6 Handkarten hat. Die übrig gebliebenen Karten werden weggelegt und haben für den Rest des Spiels keine Bedeutung. Die möglichen Kartentypen sind Upgradekarten, Kampfkarten und Questkarten.
Nun wird der Startspieler bestimmt, welcher eine Aktion durchführen kann. Dazu muss er die entsprechenden Wut-Kosten bezahlen. Hat ein Spieler keine Wut mehr, so kann er keine Aktion mehr durchführen, auch wenn sie keine Wut kosten würde. Anschließend ist der nächste Spieler an der Reihe. So führen die Spieler reihum Aktionen durch, bis alle gepasst haben, oder ihre Wut aufgebraucht ist. Die möglichen Aktionen sind:
- Invasion (Einsetzen von Figuren auf das Spielfeld)
- Marschieren (Eine beliebige Anzahl Figuren von einem Gebiet in ein anderes bewegen)
- Upgrade (Eine der gedrafteten Upgrade-Karten ausspielen)
- Quest (Eine Questkarte ausspielen)
- Plündern (Ein Gebiet plündern. Stehen dort feindliche Einheiten kommt es zu einem Kampf)

Wenn zwei Spieler gegeneinander kämpfen, so wird die Kampfstärke ihrer Spielfiguren in dem umkämpften Gebiet addiert. Zusätzlich kann jeder am Kampf beteiligte Spieler eine Kampfkarte spielen. Gewinnt der Spieler, welcher die Plündern-Aktion verwendet hat, so werden alle Spielfiguren der Verlierer nach Valhalla geschickt und der Sieger darf sich das Belohnungsplättchen nehmen. Gewinnt der Verteidiger, so werden nur die Spielfiguren des Verlierers entfernt, ohne dass er sich das Belohnungsplättchen nehmen darf. Außerdem erhält der Verlierer seine Kampfkarte zurück. Am Ende jedes Zeitalters geht ein Gebiet unter. Einheiten die in diesem Gebiet stehen werden nach Valhalla geschickt und der Besitzer erhält Siegpunkte hierfür. Danach erhalten alle Spieler die Figuren, welche in dieser Runde nach Valhalla gekommen sind, wieder zurück.
Das Spiel endet, wenn das dritte Zeitalter absolviert wurde. Dann gewinnt der Spieler mit den meisten Siegpunkten. Siegpunkte lassen sich verdienen, indem man Kämpfe gewinnt, Quests erfüllt, Einheiten im Ragnarok verliert, für bestimmte Clanupgrades und durch die Verbesserung von Clanwerten.

## Erweiterungen
- Mystiker von Midgard: Diese Erweiterung fügt dem Spiel Mystiker hinzu, welche als zusätzliche Einheiten rekrutiert werden können, wenn man die entsprechende Upgrade-Karte erhält.
- 5. Spieler Erweiterung: Fügt einen neuen Clan hinzu, welcher es erlaubt mit 5 Spielern zu spielen.
- Götter von Asgard: Mit dieser Erweiterung wandeln Götter auf dem Spielbrett umher, die der Region in der sie sich gerade befinden einen Bonus verleihen.

## Auszeichnungen
- 2016 SXSW Tabletop Game of the Year Nominee
- 2016 Kennerspiel des Jahres recommended
- 2016 International Gamers Award – General Strategy: Multi-player Nominee
- 2016 Goblin Magnifico Nominee
- 2016 Best Science Fiction or Fantasy Board Game Nominee
- 2015 Meeples’ Choice Nominee
- 2015 Golden Geek Board Game of the Year Nominee
- 2015 Golden Geek Best Thematic Board Game Nominee
- 2015 Golden Geek Best Strategy Board Game Nominee
- 2015 Golden Geek Best Board Game Artwork/Presentation Nominee

## Entwicklung und Ausgaben
Das Spiel Blood Rage wurde von dem kanadischen Autor Eric M. Lang entwickelt und erschien 2015 beim Verlag CMON Limited. Das Spiel wurde zuerst über Kickstarter finanziert, bevor es auch in anderen Sprachen auf den Markt gebracht wurde. 2015 wurde das Spiel in deutscher (Asmodee, CMON Limited), italienischer (Asterion Press), spanischer (Edge Entertainment), französischer (Edge Entertainment) und englischer (CMON Limited, Guillotine Games) Sprache verlegt. 2016 folgten Versionen auf Polnisch (Portal Games), Koreanisch(BoardM Factory), Tschechisch (REXhry), Chinesisch (Game Harbor) und Portugiesisch (Galápagos Jogos). In diesem Jahr erschienen noch eine russische (CMON Limited, Crowd Games) und eine ungarische Version (Delta Vision Publishing).

## Belege
1. 1 2  Blood Rage in der Spieledatenbank BoardGameGeek (englisch); abgerufen am 28. November 2017.
2. 1 2 3  Spielanleitung Blood Rage